# 오징어
오징어(문화어: 낙지, 영어: Squid, 학명: Caribbean Reef Squid)는 초형아강에 속하는 상목인 십완상목(十腕上目)의 해양 연체동물의 총칭이다.
열 개의 다리가 있는데, 이는 여덟 개의 팔과 두 개의 촉수로 나눌 수 있다.
고대 두족류가 열 개의 똑같은 다리를 가지고 있었는데 진화 과정에서 4번 쌍이 발달한 것이 십완상목이고, 2번 쌍이 퇴화한 것이 팔완상목이다.
꼴뚜기를 제외하면 몸길이가 2.5cm에서 15m까지 종류마다 다양하다.
짧은꼬리오징어목나 스피룰라목도 오징어로는 여겨지지만 비전형적인 오징어로 여겨지는 일이 많으며, 맨앞의 두 목에 속한 오징어라도 크기가 너무 작은 꼴뚜기 종들을 오징어가 아닌걸로 보기도 한다.
오징어의 다리개수는 10개이다.
가장 작은 오징어는 꼬마오징어로 몸길이가 2.5cm에 불과하며, 가장 큰 오징어는 대서양에 사는 대왕오징어로 20m에 달한다.

## 명칭
조선에서는 낙지라 부르며, 대한민국에서 부르는 낙지를 서해낙지라 부른다.
고유어로 오징어(이종어)라고도 한다.

## 오징어과에 속하는 종
오징어과에 속하는 다른 종들에는 꼴뚜기, 한치 등이 있다.
한반도의 연안에는 약 30여 종의 오징어과 생물이 서식하고 있다.

## 하위 분류
현존하는 십완상목은 다음 네 개의 목으로 분류된다.
- ? † Boletzkyida
- 스피룰라목(Spirulida)
- 갑오징어목(Sepiida)
- 살오징어목(Teuthida)
  - 폐안아목(Myopsina) 또는 폐안살오징어목(Myopsida) : 연안 오징어
  - 개안아목(Oegopsina) 또는 개안살오징어목(Oegopsida) : 얕은 해수층 오징어
- 짧은꼬리오징어목 또는 세피올라목(Sepiolida)

## 단위
축이나 마리를 사용한다.
마리는 한 개체이고, 축은 20마리이다.

## 특징
빨판과 날카로운 입으로 작은 물고기 등을 잡아먹는다.
오징어는 짝짓기를 시도할 때 반짝거리는 시각적 신호를 통하여 의사소통을 통해 암컷이 주도적으로 수컷의 정자를 받는 것을 결정하며, 짝짓기 후에 생을 마감한다.
오징어 같은 두족류는 실험쥐와 같은 역할을 하는데 인간 질병 연구에 많은 도움을 주는 것으로 밝혀졌다.
바다의 연안에서 심해까지 살고 있는데, 얕은 바다에 사는 종류는 근육질로 피부의 색소포가 잘 발달하여 몸빛깔을 변화시키는 능력이 있으나, 수심 5,000m까지의 깊은 바다에 사는 종류는 몸이 유연하고 발광하는 것이 많다.
발광에는 반디오징어처럼 발광기를 가진 것과 좀귀오징어처럼 발광박테리아를 가진 두 가지가 있다.
오징어는 갑각류, 물고기, 다른 연체동물을 잡아먹으며 이빨고래류·물개·바다거북류·상어 등의 먹이가 된다.

## 식용
한국과 일본, 중국, 이탈리아, 미국, 캐나다, 스페인, 이집트, 그리스, 필리핀, 베트남, 튀르키예, 튀니지, 포르투갈 등 여러 나라에서 식용한다.

## 사진

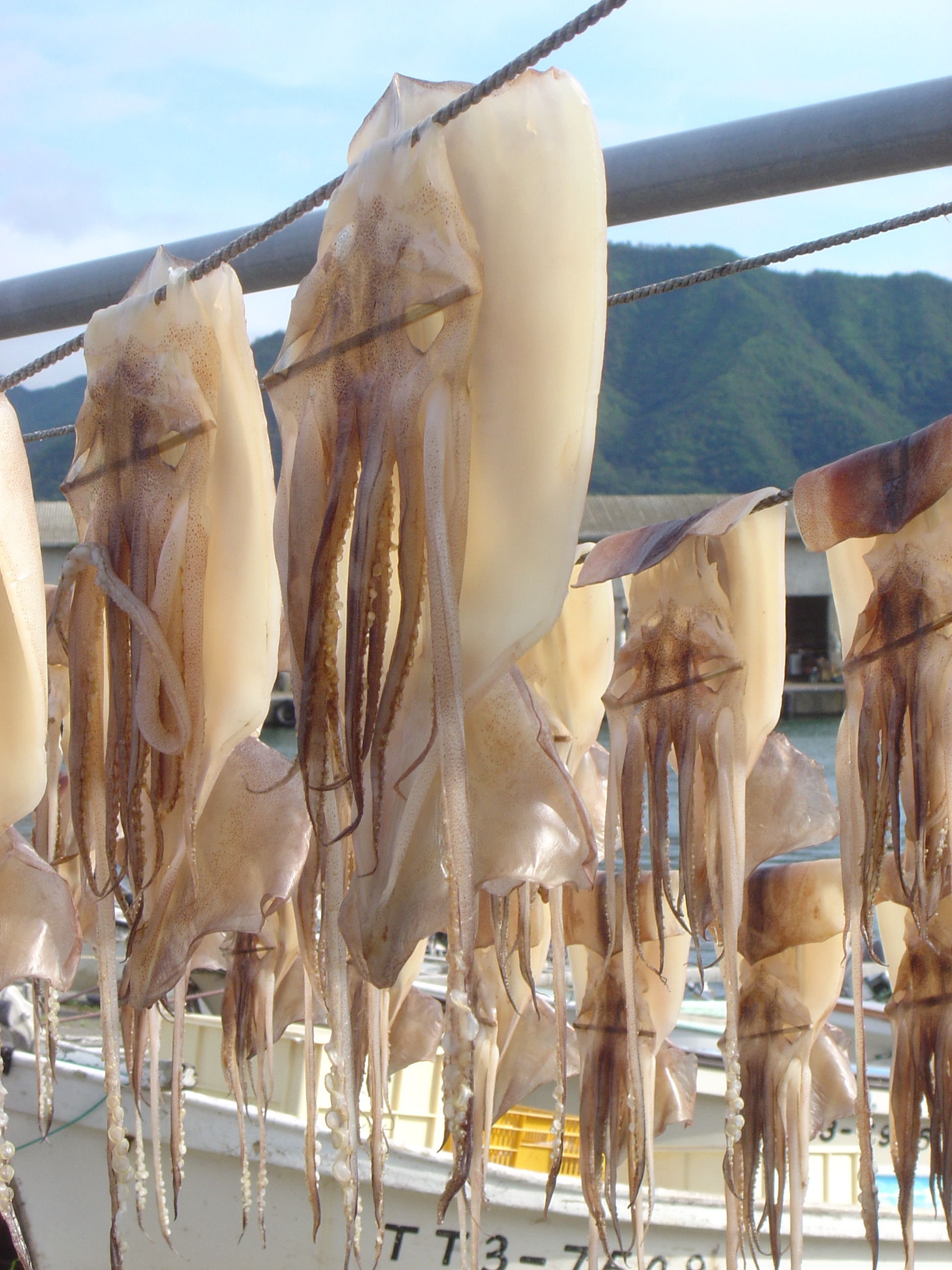
오징어를 말리는 모습.
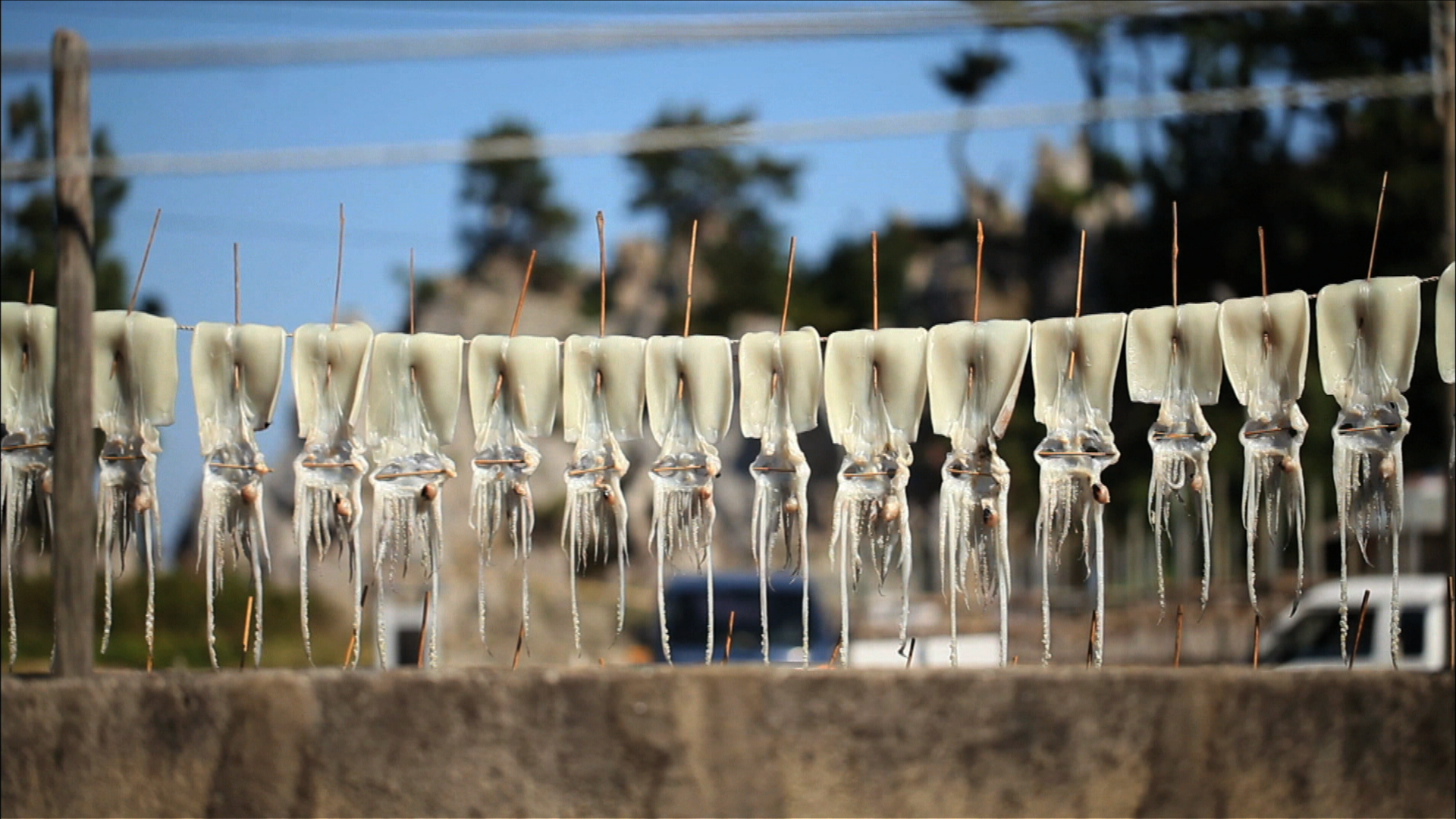
오징어 말리기